# Europsko prvenstvo u košarci – Poljska 1963.
Europsko prvenstvo u košarci 1963. godine održalo se u Wrocławu (Poljska) od 4. do 13. listopada 1963. godine.
Hrvatski igrači koji su igrali za reprezentaciju Jugoslavije: Nemanja Đurić, Zvonko Petričević i Živko Kasun.